# イギリス中央アフリカ保護領

イギリス中央アフリカ保護領
British Central Africa Protectorate (英語)

国の標語: Light in Darkness（英語）国歌: 
God Save the Queen（英語）
女王陛下万歳（1893年 - 1901年）

God Save the King（英語）
国王陛下万歳（1901年 - 1907年）

南アフリカの地図（1897年）
濃いピンク色の地域がイギリス中央アフリカ保護領の位置

イギリス中央アフリカ保護領（英語: British Central Africa Protectorate、BCA）は、1891年から1907年まで現在のマラウイに存在したイギリスの保護領である。

## 歴史

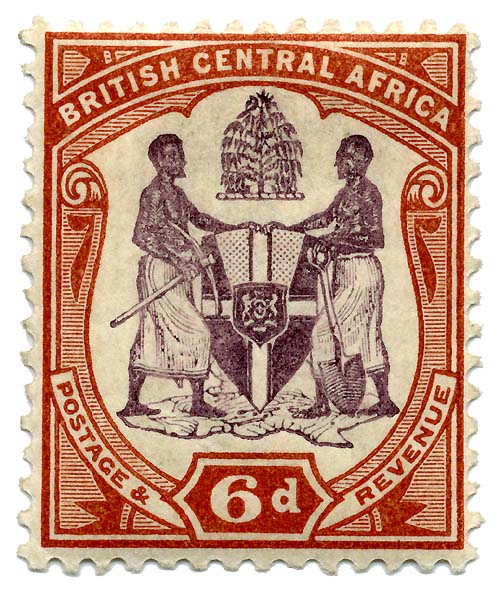
英中央アフリカ保護領の紋章を用いた切手

マラウイ湖の南にあるシーレ高原と湖の西側のエリアは、1850年代にデイヴィッド・リヴィングストンにより初めて探検され、1880年代には商業的目的からイギリス人の入植が始まっており、イギリス本国の関心を集めていた。
1889年から1890年にかけて、英葡危機（Anglo-Portuguese Crisis）と呼ばれる、イギリスがポルトガルに英葡永久同盟違反を理由に最後通牒を行う事態が生じたが、これはこの地域の支配権をめぐる争いから生じたものであった。その際、イギリスはシーレ高地保護領（Shire Highlands Protectorate）として保護領化の宣言を行ったが、1891年にはニヤサランド地区保護領（Nyasaland Districts Protectorate）として拡張した後、1893年にイギリス中央アフリカ保護領（British Central Africa Protectorate）とした。
サー・ハリー・ジョンソンは、1891年2月1日から1896年4月16日まで保護領長官として仕事を行った。ジョンソンは、行政機関と警察の設立に加えて、彼はプランテーションや鉱山経営企業設立の認可を行い、徐々に法的手続きに精通していない原住民から土地を奪っていった。なお、プランテーションで生産するコーヒーは、この国の最も優れた換金作物となった。また、保護領内ではブランタイヤを経済と文化の中心とした一方、ゾンバに保護領長官の駐在地を置くとともに、行政の中心地とした。
サー・アルフレッド・シャープ（en:Alfred Sharpe）は、1896年から1910年4月1日まで、フランシス・ピアースやウィリアム・マニング（en:William Manning）とともに1907年から1908年にかけて保護領長官として活動した。
最終的に、この保護領は1907年7月6日にニヤサランド保護領へと改変された。

## イギリス中央アフリカ保護領の切手と郵便史コレクション
詳しくは、イギリス中央アフリカ保護領の切手と郵便史コレクション（en:Postage stamps and postal history of British Central Africa）の記事を参照のこと。
郵政事業は、1894年4月にイギリス南アフリカ会社によって開始された。その年内に、ブランタイヤ、ゾンバ、カロンガなどの主要地域に郵便事業所が開設されている。この会社は切手の発行も行い、1903年にはエドワード7世 (イギリス王)の切手が発行されている。
なお、1907年にニヤサランドとなって以降の切手発行業務は、ニヤサランド政府に引き継がれた。